# Mary Tourtel
Mary Tourtel (28 janvier 1874, Canterbury – 15 mars 1948, Canterbury) était une auteure anglaise de littérature jeunesse, créatrice de la série de bande dessinée Rupert.

## Biographie
Mary Tourtel, née Caldwell, grandit dans une famille d'artistes. Elle étudie l'art sous la direction de Thomas Sidney Cooper au Sidney Cooper School of Art de Canterbury et devient illustratrice de livres pour enfants[réf. souhaitée]. Son art s'exerce notamment dans des sujets animaliers, des alphabets, des ouvrages plus personnels. Elle se marie ensuite avec Herbert Tourtel, du Daily Express ; il devient le rédacteur en chef adjoint du journal.
Elle crée le personnage de Rupert dans le Daily Express en 1920 pour concurrencer le Daily Mail et son Teddy Tail. Rupert est un « gentil nounours » qui côtoie d'autres personnages animaliers anthromorphisés, sur des textes rimés. L'œuvre obtient un succès important auprès du lectorat jeunesse. Les aventures de Rupert paraissent en albums à partir de 1921, ainsi qu'en strips, dont les ventes représentent 50 millions d'exemplaires.
Mary Tourtel cesse son activité en 1935 car elle perd progressivement la vue et son personnage est repris par Alfred Bestall, tandis que Rupert fait l'objet de nombreux produits dérivés. Elle décède en 1948. Elle fait figure de pionnière dans la bande dessinée et dans les formats précurseurs de la bande dessinée. Sa maison de Canterbury est devenue un musée à son nom.

## Œuvres
- The Rabbit Book, 1900
- A Horse book (1901)
- Humpty Dumpty book (1902)
- Little Foxes, 1903
- Matches ABC, 1903
- The Strange Adventures of Billy Rabbit (1908)
- Rupert (1920-1935)